# Gran Premio della Malesia 2004
Il Gran Premio della Malesia 2004 è stato un Gran Premio di Formula 1 disputato il 21 marzo 2004 al circuito di Sepang di Kuala Lumpur. La gara fu vinta da Michael Schumacher su Ferrari, davanti a Juan Pablo Montoya su Williams - BMW e Jenson Button su BAR - Honda.

## Vigilia

### Aspetti sportivi
Nonostante il nuovo sistema di qualifiche, che prevedeva lo svolgimento di due sessioni separate da un'ora ciascuna il sabato pomeriggio fosse stato pesantemente criticato dal pubblico, le scuderie non trovarono un accordo su un nuovo metodo, mantenendo inalterata la situazione. Lo stallo era dovuto principalmente alle scuderie minori, che con il sistema in uso beneficiavano di una maggiore esposizione televisiva.

### Aspetti tecnici
Alla seconda prova lontano dall'Europa, disputata oltretutto a breve distanza dal precedente Gran Premio d'Australia, la maggioranza delle scuderie non portò novità sostanziali, concentrandosi principalmente sul problema di smaltire il calore in eccesso dovuto al caldo e umido clima malese. Fece eccezione la McLaren, che portò in pista un nuovo alettone anteriore con dei profili principali fortemente incurvati, soluzione provata a Imola. La scuderia anglo - tedesca fu anche quella che dovette intervenire più radicalmente sulle monoposto per evitare problemi di raffreddamento, praticando dei fori nelle fiancate venerdì pomeriggio.
Anche la BAR esibì delle novità, con una nuova carrozzeria pensata appositamente per limitare gli effetti negativi delle aperture supplementari nelle fiancate. Le altre scuderie presentarono diverse soluzioni per il raffreddamento, montando delle ciminiere di dimensioni maggiorate o aprendo tutte le feritoie presenti sulle fiancate.

## Prove libere

### Resoconto
Come già in Australia, diverse scuderie limitarono le percorrenze nelle prove libere per evitare un eccessivo affaticamento dei motori, che come da regolamento non avrebbero potuto essere sostituiti per tutto il week-end.

### Risultati
I tempi migliori nella prima sessione di prove libere di venerdì furono i seguenti:
| Pos | Nº | Pilota             | Costruttore | Tempo    |
| --- | -- | ------------------ | ----------- | -------- |
| 1   | 1  | Michael Schumacher | Ferrari     | 1'34"437 |
| 2   | 2  | Rubens Barrichello | Ferrari     | 1'35"380 |
| 3   | 35 | Anthony Davidson   | BAR - Honda | 1'35"970 |

I tempi migliori nella seconda sessione di prove libere di venerdì furono i seguenti:
| Pos | Nº | Pilota          | Costruttore        | Tempo    |
| --- | -- | --------------- | ------------------ | -------- |
| 1   | 6  | Kimi Räikkönen  | McLaren - Mercedes | 1'34"395 |
| 2   | 4  | Ralf Schumacher | Williams - BMW     | 1'34"693 |
| 3   | 14 | Mark Webber     | Jaguar - Cosworth  | 1'35"054 |

I tempi migliori nella prima sessione di prove libere di sabato furono i seguenti:
| Pos | Nº | Pilota             | Costruttore    | Tempo    |
| --- | -- | ------------------ | -------------- | -------- |
| 1   | 1  | Michael Schumacher | Ferrari        | 1'33"391 |
| 2   | 8  | Fernando Alonso    | Renault        | 1'34"175 |
| 3   | 4  | Ralf Schumacher    | Williams - BMW | 1'34"239 |

I tempi migliori nella seconda sessione di prove libere di sabato furono i seguenti:
| Pos | Nº | Pilota             | Costruttore    | Tempo    |
| --- | -- | ------------------ | -------------- | -------- |
| 1   | 1  | Michael Schumacher | Ferrari        | 1'33"526 |
| 2   | 3  | Juan Pablo Montoya | Williams - BMW | 1'33"563 |
| 3   | 4  | Ralf Schumacher    | Williams - BMW | 1'33"973 |

## Qualifiche

### Resoconto
Michael Schumacher dominò nettamente le qualifiche, infliggendo pesanti distacchi a tutti i rivali. In seconda posizione si piazzò a sorpresa Mark Webber, per la prima volta in carriera in prima fila. Il pilota australiano, veloce anche nelle prove libere, portò alla Jaguar il miglior risultato nella storia della squadra, battendo Rubens Barrichello di circa quattro centesimi soprattutto grazie a un'ottima prestazione nel settore finale del tracciato.
In quarta posizione si classificò Montoya, che accusava un ritardo di quasi un secondo dalla miglior prestazione: alle spalle del colombiano si piazzarono Räikkönen, Button, Ralf Schumacher e Trulli, autore di diversi errori dopo essersi piazzato secondo nella prima sessione. Coulthard e Da Matta completarono il gruppo dei primi dieci, mentre Sato e Alonso, autori di uscite di pista nell'ultimo settore, dovettero accontentarsi dell'ultima fila. Il risultato fu particolarmente deludente per lo spagnolo, primo nella prima sessione e in linea con i tempi di Webber prima del testacoda.

### Risultati
| Pos | No | Pilota               | Costruttore        | Pneumatici | Sessione 1  | Sessione 2  | Distacco |
| --- | -- | -------------------- | ------------------ | ---------- | ----------- | ----------- | -------- |
| 1   | 1  | Michael Schumacher   | Ferrari            | B          | 1'33"865    | 1'33"074    |          |
| 2   | 14 | Mark Webber          | Jaguar - Cosworth  | M          | 1'34"016    | 1'33"715    | +0"641   |
| 3   | 2  | Rubens Barrichello   | Ferrari            | B          | 1'34"132    | 1'33"756    | +0"682   |
| 4   | 3  | Juan Pablo Montoya   | Williams - BMW     | M          | 1'34"941    | 1'34"054    | +0"980   |
| 5   | 6  | Kimi Räikkönen       | McLaren - Mercedes | M          | 1'33"452    | 1'34"164    | +1"090   |
| 6   | 9  | Jenson Button        | BAR - Honda        | M          | 1'34"528    | 1'34"221    | +1"147   |
| 7   | 4  | Ralf Schumacher      | Williams - BMW     | M          | 1'34"777    | 1'34"235    | +1"161   |
| 8   | 7  | Jarno Trulli         | Renault            | M          | 1'33"264    | 1'34"413    | +1"339   |
| 9   | 5  | David Coulthard      | McLaren - Mercedes | M          | 1'34"321    | 1'34"602    | +1"562   |
| 10  | 16 | Cristiano da Matta   | Toyota             | M          | 1'35"684    | 1'34"917    | +1"843   |
| 11  | 12 | Felipe Massa         | Sauber - Petronas  | B          | 1'35"132    | 1'35"039    | +1"965   |
| 12  | 11 | Giancarlo Fisichella | Sauber - Petronas  | B          | 1'34"877    | 1'35"061    | +1"987   |
| 13  | 15 | Christian Klien      | Jaguar - Cosworth  | M          | 1'35"618    | 1'35"158    | +2"084   |
| 14  | 17 | Olivier Panis        | Toyota             | M          | 1'35"247    | 1'35"617    | +2"543   |
| 15  | 18 | Nick Heidfeld        | Jordan - Cosworth  | B          | 1'36"769    | 1'36"569    | +3"495   |
| 16  | 20 | Gianmaria Bruni      | Minardi - Cosworth | B          | 1'38"729    | 1'38"577    | +5"503   |
| 17  | 21 | Zsolt Baumgartner    | Minardi - Cosworth | B          | 1'39"805    | 1'39"272    | +6"198   |
| 18  | 19 | Giorgio Pantano      | Jordan - Cosworth  | B          | senza tempo | 1'39"902    | +6"828   |
| 19  | 8  | Fernando Alonso      | Renault            | M          | 1'33"193    | Senza tempo | /        |
| 20  | 10 | Takuma Satō          | BAR - Honda        | M          | 1'34"971    | Senza tempo | /        |

## Gara

### Resoconto
Prima del via la pista venne bagnata da una leggera pioggia, ma nessuno dei piloti scelse di partire con pneumatici da bagnato. Al via Michael Schumacher scattò bene, mantenendo il comando, mentre Webber rimase quasi fermo sullo schieramento e perse molte posizioni. Al secondo posto si inserì quindi Barrichello, seguito da Montoya e Räikkönen, mentre Trulli e Button si contendevano la quinta posizione.
Nel corso del secondo giro Barrichello arrivò lungo ad una curva e Montoya e Räikkönen ne approfittarono per passarlo. Più indietro, Alonso rimontò velocemente, portandosi a ridosso della zona punti. Dietro allo spagnolo, nel corso del quinto giro, Ralf Schumacher tamponò Webber, con cui lottava per la nona posizione. Il tedesco continuò senza problemi, mentre l'australiano fu costretto ai box con una gomma forata, compromettendo così ulteriormente la propria gara. Michael Schumacher aprì la prima serie di pit stop già al nono giro: insieme al ferrarista rifornirono Coulthard e Alonso, risalito all'ottavo posto. Montoya restò al comando per tre giri prima di effettuare a sua volta la prima sosta. Il colombiano non riuscì, però, ad insidiare Schumacher, che continuò a condurre la gara. Räikkönen mantenne la propria terza posizione davanti a Trulli e Button, in lotta fra loro, e a Barrichello.
Schumacher e Montoya iniziarono un duello a distanza, facendo segnare più volte il giro più veloce in gara. Il colombiano si avvicinò al rivale, che mantenne però un vantaggio oscillante tra i tre e i quattro secondi. Perse invece terreno Räikkönen, insidiato da Trulli e Button. Al 24º giro Coulthard fu superato da Alonso, perdendo la sesta posizione. Lo scozzese la recuperò un passaggio più tardi, quando i due si fermarono contemporaneamente ai box, grazie ad un pit stop più rapido. Una tornata dopo rifornirono anche Räikkönen e Button. Il finlandese ebbe un problema con il bocchettone del carburante, perdendo così il terzo posto a favore del rivale. Montoya e Michael Schumacher entrarono ai box insieme al 26º giro: la sosta del colombiano fu più rapida, ma il distacco tra i due rimase pressoché invariato. Un giro dopo Ralf Schumacher, risalito momentaneamente in quarta posizione, si ritirò per il cedimento del motore. La situazione rimase stabile fino alla terza serie di rifornimenti, aperta ancora una volta da Coulthard al 38º passaggio. Una tornata più tardi si fermò Montoya, imitato al passaggio successivo da Michael Schumacher, Button, Räikkönen e Trulli. Il ferrarista mantenne la prima posizione senza particolari problemi, mentre il finlandese si ritirò per un problema alla trasmissione già nel corso del giro di rientro.
Barrichello ritardò l'ultima sosta fino al 44º giro, riuscendo così ad avere la meglio su Trulli per la quarta posizione. Negli ultimi giri Schumacher e Montoya alzarono un po' il ritmo, ma le posizioni erano ormai congelate e non ci furono duelli per i primi posti. A quattro giri dal termine Sato fu costretto al ritiro mentre occupava l'ottavo posto, tradito dal motore della sua BAR; entrò così in zona punti Massa. Non si verificarono altri avvenimenti particolari e Michael Schumacher vinse davanti a Montoya, Button (al primo podio in carriera), Barrichello, Trulli, Coulthard, Alonso e Massa.

### Risultati
| Pos      | N  | Pilota               | Costruttore/Motore | Pneumatici | Giri | Tempo/Ritiro/Media         | Griglia | Punti |
| -------- | -- | -------------------- | ------------------ | ---------- | ---- | -------------------------- | ------- | ----- |
| 1        | 1  | Michael Schumacher   | Ferrari            | B          | 56   | 1h31'07"490 - 204.384 km/h | 1       | 10    |
| 2        | 3  | Juan Pablo Montoya   | Williams - BMW     | M          | 56   | +5"022                     | 4       | 8     |
| 3        | 9  | Jenson Button        | BAR - Honda        | M          | 56   | +11"568                    | 6       | 6     |
| 4        | 2  | Rubens Barrichello   | Ferrari            | B          | 56   | +13"615                    | 3       | 5     |
| 5        | 7  | Jarno Trulli         | Renault            | M          | 56   | +37"360                    | 8       | 4     |
| 6        | 5  | David Coulthard      | McLaren - Mercedes | M          | 56   | +53"098                    | 9       | 3     |
| 7        | 8  | Fernando Alonso      | Renault            | M          | 56   | +1'07"877                  | 19      | 2     |
| 8        | 12 | Felipe Massa         | Sauber - Petronas  | B          | 55   | +1 giro                    | 11      | 1     |
| 9        | 16 | Cristiano da Matta   | Toyota             | M          | 55   | +1 giro                    | 10      |       |
| 10       | 15 | Christian Klien      | Jaguar - Cosworth  | M          | 55   | +1 giro                    | 13      |       |
| 11       | 11 | Giancarlo Fisichella | Sauber - Petronas  | B          | 55   | +1 giro                    | 12      |       |
| 12       | 17 | Olivier Panis        | Toyota             | M          | 55   | +1 giro                    | 14      |       |
| 13       | 19 | Giorgio Pantano      | Jordan - Cosworth  | B          | 54   | +2 giri                    | 18      |       |
| 14       | 20 | Gianmaria Bruni      | Minardi - Cosworth | B          | 53   | +3 giri                    | 16      |       |
| 15       | 10 | Takuma Satō          | BAR - Honda        | M          | 52   | Motore (8°)                | 20      |       |
| 16       | 21 | Zsolt Baumgartner    | Minardi - Cosworth | B          | 52   | +4 giri                    | 17      |       |
| Ritirato | 6  | Kimi Räikkönen       | McLaren - Mercedes | M          | 40   | Trasmissione               | 5       |       |
| Ritirato | 18 | Nick Heidfeld        | Jordan - Cosworth  | B          | 34   | Trasmissione               | 15      |       |
| Ritirato | 4  | Ralf Schumacher      | Williams - BMW     | M          | 27   | Motore                     | 7       |       |
| Ritirato | 14 | Mark Webber          | Jaguar - Cosworth  | M          | 23   | Testacoda                  | 2       |       |

## Classifiche

### Piloti
| Pos. | Pilota             | Punti |
| ---- | ------------------ | ----- |
| 1    | Michael Schumacher | 20    |
| 2    | Rubens Barrichello | 13    |
| 3    | Juan Pablo Montoya | 12    |
| 4    | Jenson Button      | 9     |
| 5    | Fernando Alonso    | 8     |
| 6    | Jarno Trulli       | 6     |
| 7    | Ralf Schumacher    | 5     |
| 8    | David Coulthard    | 4     |
| 9    | Felipe Massa       | 1     |

### Costruttori
| Pos. | Team               | Punti |
| ---- | ------------------ | ----- |
| 1    | Ferrari            | 33    |
| 2    | Williams - BMW     | 17    |
| 3    | Renault            | 14    |
| 4    | BAR - Honda        | 9     |
| 5    | McLaren - Mercedes | 4     |
| 6    | Sauber - Petronas  | 1     |